# Samooidea
Samooidea – nadrodzina pajęczaków z rzędu kosarzy, podrzędu Laniatores i infrarzędu in the Grassatores. Składa się z około 380 gatunków. Samooidea są blisko spokrewnione z Zalmoxoidea, jednak powiązania między nimi nie są w pełni zrozumiane.

## Występowanie
Ta nadrodzina występuje w miejscach charakteryzujących się klimatem tropikalnym.

## Systematyka
Należą tu rodziny:
- Biantidae Thorell, 1889
- Samoidae Sørensen, 1886
- Stygnommatidae Roewer, 1923

--
- Escadabiidae Kury & Pérez, 2003 => Zalmoxoidea
- Kimulidae Pérez, Kury & Alonso-Zarazaga, 2007 => Zalmoxoidea
- Podoctidae Roewer, 1912 => Epedanoidea